# Dialekt triesteński
Dialekt triesteński (włoski: triestino, słoweński: tržaščina) – dialekt języka weneckiego używany w Trieście i okolicach.
Dialekt triesteński ma głównie pochodzenie łacińskie. Znajdują się tam jednak również słowa zaczerpnięte z innych języków. Wynika to z położenia Triestu, który graniczy ze Słowenią. Ponadto przez prawie sześć wieków Triest znajdował się pod panowaniem Habsburgów, dlatego niektóre słowa mają pochodzenie niemieckie i słoweńskie. Z racji intensywnej imigracji do miasta pod koniec XVIII i XIX wieku, niektóre słowa zapożyczono również z innych języków, takich jak grecki i serbsko-chorwacki.

## Rozwój
Po ekspansji Republiki Weneckiej, od średniowiecza, język wenecki stopniowo zyskiwał na znaczeniu jako lingua franca w częściach wschodniej części Morza Śródziemnego i na Morzu Adriatyckim. Ostatecznie zastąpił lub silnie wpłynął na kilka języków przybrzeżnych, takich jak dialekty Triestu i Istrii, a także dialekty dalmatyńskie Zara (Zadar) i Ragusa (Dubrownik). W Trieście skutkowało to stopniowym zastępowaniem dawnego dialektu tergestyńskiego (spokrewnionego z friulskim w retyjskiej podgrupie języków romańskich ) i sąsiednich dialektów słoweńskich językiem opartym na weneckim. Zjawisko to zaczęło występować najpierw wśród rybaków i żeglarzy, podczas gdy tradycyjna burżuazja nadal mówiła po tergestyńsku aż do początku XIX wieku. W tym czasie tergestyński był już praktycznie martwym językiem, a rozpoczął się okres nowoczesnego triestyńskiego.

## Literatura
Dialektem triestyńskim posługiwało się wielu wybitnych autorów, m.in. Umberto Saba i Virgilio Giotti. Giotti jest uznawany za największego poetę tworzącego w dialekcie triesteńskim.

## Przykładowe słownictwo
| triesteński                            | wenecki    | dalmatyński | włoski                        | polski   |
| -------------------------------------- | ---------- | ----------- | ----------------------------- | -------- |
| piròn (z greckiego πιρούνι - piroúni ) | piròn      | pirun       | forchetta                     | widelec  |
| carèga (z greckiego καρέκλα-karékla)   | cadréga    | katriga     | sedia                         | krzesło  |
| scovàze                                | scoàsse    | škovace     | immondizia                    | śmieci   |
| brisiòla                               | brisiòla   | bržola      | braciola di maiale, cotoletta | kotlet   |
| lugàniga                               | lugànega   | luganige    | salsiccia                     | kiełbasa |
| spagnoléto                             | spagnoléto | španjulet   | sigaretta                     | papieros |